# 마이클 카요데
마이클 올라보데 카요데 (Michael Olabode Kayode, 2004년 7월 10일 ~ )는 이탈리아의 축구 선수이며, 현재 브렌트퍼드에서 라이트백으로 뛰고 있다.